# Acipenseroidei
Sous-ordre
Les Acipenseroidei sont un sous-ordre de poissons dulçaquicoles appelés esturgeons et poissons-spatule.

## Liste des genres
- famille Acipenseridae - esturgeons
  - sous-famille Acipenserinae
    - genre Acipenser Linnaeus, 1758
    - genre Huso Brandt and Ratzeburg, 1833

  - sous-famille Scaphirhynchinae
    - genre Pseudoscaphirhynchus Nikolskii, 1900
    - genre Scaphirhynchus Heckel, 1836
- famille Polyodontidae - poissons-spatule
  - genre Polyodon Lacepède, 1797
  - genre Psephurus Günther, 1873